# داربيشير الشمالية الشرقية (دائرة انتخابية في المملكة المتحدة)
داربيشير الشمالية الشرقية (بالإنجليزية: North East Derbyshire)‏ هي إحدى الدوائر الانتخابية في المملكة المتحدة الممثلة في مجلس العموم في برلمان المملكة المتحدة.
عضو البرلمان الذي يمثلها حالياً هو :Mrs Natascha Engel (Lab).